# Davyjeva medalja
Davyjeva medalja je znanstveno priznanje, ki ga podeljuje londonska Kraljeva družba »za izjemno pomembna nedavna odkritja na kateremkoli področju kemije«. Imenuje se po  angleškem kemiku in fiziku Humphryju Davyju. Prejemnik dobi poleg medalje tudi denarno darilo 1000 funtov. 
Prva medalja je bila podeljena leta 1877 Robertu Wilhelmu Bunsenu in Gustavu Robertu Kirchhoffu »za njune raziskave in odkritja v spektralni analizi«. Od takrat je bila podeljena prav vsako leto, skupaj 138-krat. Zadnja je bila podeljena leta 2014 britanski kemičarki Clare Grey »za nadaljnje pionirske aplikacije jedrske magnetne resonance trdnega stanja na snovi, pomembne za energijo in okolje«.
Medalja je bila v istem letu podeljena tudi več znanstvenikom. Leta 1882 sta jo prejela Dimitrij Ivanovič Mendelejev in Julius Lothar Meyer »za njuno odkritje periodičnosti atomskih mas«, leta 1883 Marcellin Berthelot in Julius Thomsen »za njune raziskave v termokemiji«, 1893 Jacobus Henricus van 't Hoff in Joseph Achille Le Bel »za uvedbo njune teorije asimetričnega ogljikovega atoma in njeno uporabo v pojasnjevanju optične aktivnosti ogljikovih spojin«, leta 1903 Pierre in Marie Curie »za njune raziskave radija« ter leta 1968 John Cornforth in George Joseph Popjak »kot priznanje za njuno skupno raziskovanje biosintetskih poti do poliizoprenoidov  in steroidov«.

## Prejemniki
| leto | ime                                              | utemeljitev | sklici                      |
| ---- | ------------------------------------------------ | --- | --------------------------- |
| 1877 | Robert Wilhelm Bunsen in Gustav Robert Kirchhoff | za raziskave in odkritja v spektralni analizi | [ 5 ]                       |
| 1878 | Louis Paul Cailletet in Raoul Pictet             | za raziskave kondenzacije tako imenovanih permanentnih plinov, ki sta jih opravila vsak zase, vendar istočasno | [ 6 ]                       |
| 1879 | Paul Emile Lecoq de Boisbaudran                  | za odkritje galija | [ 7 ]                       |
| 1880 | Charles Friedel                                  | za raziskave silicijevih organskih spojin in druge raziskave | [ 8 ]                       |
| 1881 | Adolf von Baeyer                                 | za sintezo indiga | [ 9 ]                       |
| 1882 | Dimitrij Ivanovič Mendelejev in Lothar Meyer     | za odkritje periodičnosti atomskih mas | [ 10 ]                      |
| 1883 | Marcellin Berthelot in Julius Thomsen            | za raziskave v termokemiji | [ 11 ]                      |
| 1884 | Adolph Wilhelm Hermann Kolbe                     | za raziskave izomerizma alkoholov | [ 12 ]                      |
| 1885 | Jean Servais Stas                                | za raziskave atomskih mas | [ 13 ]                      |
| 1886 | Jean Charles Galissard de Marignac               | za raziskave atomskih mas | [ 14 ]                      |
| 1887 | John Alexander Reina Newlands                    | za odkritje zakona periodičnosti kemijskih elementov | [ 15 ] [ 16 ]               |
| 1888 | William Crookes                                  | za raziskave lastnosti snovi pod vplivom električnega praznjenja v visokem vakuumu | [ 17 ]                      |
| 1889 | William Henry Perkin                             | a raziskave magnetne rotacije v odvisnosti od kemijske zgradbe | [ 18 ]                      |
| 1890 | Hermann Emil Fischer                             | za odkritja v organski kemiji, predvsem na področju ogljikovih hidratov | [ 19 ]                      |
| 1891 | Victor Meyer                                     | za raziskave določanja gostote hlapov pri visokih temperaturah | [ 15 ]                      |
| 1892 | François-Marie Raoult                            | za raziskave zmrzišča in parnega tlaka raztopin | [ 20 ]                      |
| 1893 | Jacobus Henricus van 't Hoff in Joseph Le Bel    | za priznanje uvedbe njune teorije asimetričnega ogljikovega atoma in njene uporabe pri razlagi zgradbe optično aktivnih ogljikovih spojin | [ 21 ]                      |
| 1894 | Per Theodor Cleve                                | za raziskave kemije redkih zemelj | [ 22 ]                      |
| 1895 | William Ramsay                                   | za sodelovanje v odkritju argona in raziskave plinastih konstituent zemeljskih mineralov | [ 23 ]                      |
| 1896 | Henri Moissan                                    | za izoliranje fluora in uporabo električne peči za pripravo ognjevzdržnih kovin in njihovih spojin | [ 24 ]                      |
| 1897 | John Hall Gladstone                              | za številne prispevke kemijski znanosti, predvsem za pomembno delo na vpeljavi optičnih metod v kemijo | [ 25 ]                      |
| 1898 | Johannes Wislicenus                              | za prispevke k organski kemiji, predvsem na področju stereokemijske izomerije | [ 26 ]                      |
| 1899 | Edward Schunck                                   | za raziskave broča, indiga in klorofila | [ 27 ]                      |
| 1900 | Guglielmo Koerner                                | za brilijantne raziskave položajne teorije aromatskih spojin | [ 28 ]                      |
| 1901 | George Downing Living                            | za prispevke k spektroskopiji | [ 29 ]                      |
| 1902 | Svante Arrhenius                                 | za aplikacijo teorije disociacije in razlago kemijske spremembe | [ 30 ]                      |
| 1903 | Pierre Curie in Marie Skłodowska-Curie           | za raziskave radija | [ 31 ]                      |
| 1904 | William Henry Perkin mlajši                      | za pomembna odkritja v organski kemiji | [ 18 ]                      |
| 1905 | Albert Ladenburg                                 | za raziskave v organski kemiji, predvsem sinteze naravnih alkaloidov | [ 32 ]                      |
| 1906 | Rudolf Fittig                                    | za raziskave v kemiji, predvsem laktonov in kislin | [ 33 ]                      |
| 1907 | Edward Williams Morley                           | za prispevke k fiziki in kemiji, predvsem za določitev relativnih atomskih mas vodika in kisika | [ 34 ]                      |
| 1908 | William Augustus Tilden                          | za odkritja v kemiji, predvsem na področju terpenov in atomskih toplot | [ 35 ]                      |
| 1909 | James Dewar                                      | za raziskave pri nizkih temperaturah | [ 36 ]                      |
| 1910 | Theodore William Richards                        | za raziskave določanja atomskih mas | [ 37 ]                      |
| 1911 | Henry Edward Armstrong                           | za raziskave v organski in splošni kemiji | [ 18 ]                      |
| 1912 | Otto Wallach                                     | za raziskave kemije eteričnih olj in cikloolefinov | [ 38 ]                      |
| 1913 | Raphael Meldola                                  | za delo v sintezni kemiji | [ 18 ]                      |
| 1914 | William Jackson Pope                             | za pomemben prispevek k strukturni in organski kemiji | [ 39 ]                      |
| 1915 | Paul Sabatier                                    | za raziskave kontaktnega delovanja in aplikacije fino porazdeljenih kovin kot katalizatorjev | [ 40 ]                      |
| 1916 | Henry Louis Le Chatelier                         | za njegov ugled kemika | [ 41 ]                      |
| 1917 | Albin Haller                                     | za pomembne raziskave na področju organske kemije | [ 42 ]                      |
| 1918 | Frederick Stanley Kipping                        | za preučevanje kafer in organskih derivatov dušika in silicija | [ 43 ]                      |
| 1919 | Percy Faraday Frankland                          | za izjemno delo v kemiji, predvsem na področju optične aktivnosti in fermentacije | [ 44 ]                      |
| 1920 | Charles Thomas Heycock                           | za delo v fizikalni kemiji, še posebej na sestavi in zgradbi zlitin | [ 45 ] [ 46 ]               |
| 1921 | Philippe-Auguste Guye                            | za raziskave v fizikalni kemiji | [ 47 ]                      |
| 1922 | Jocelyn Field Thorpe                             | za raziskave v sintezni organski kemiji | [ 48 ]                      |
| 1923 | Herbert Brereton Baker                           | za zaziskove popolnega sušenja plinov in tekočin | [ 49 ]                      |
| 1924 | Arthur George Perkin                             | za raziskave zgradbe naravnih barvil | [ 18 ]                      |
| 1925 | James Colquhoun Irvine                           | za delo na področju zgradbe sladkorjev | [ 50 ]                      |
| 1926 | James Walker                                     | za delo na teoriji ionizacije | [ 51 ]                      |
| 1927 | Arthur Amos Noyes                                | za delo v fizikalni kemiji, predvsem na področju elektrolitskih raztopin | [ 52 ]                      |
| 1928 | Frederick George Donnan                          | za prispevke k fizikalni kemiji, še posebej za teorijo membranskega ravnotežja | [ 53 ]                      |
| 1929 | Gilbert Newton Lewis                             | za prispevke h klasični termodinamiki in teoriji valence | [ 54 ]                      |
| 1930 | Robert Robinson                                  | za delo na področju zgradbe in sinteze naravnih snovi in prispevkom k teoriji organskih reakcij | [ 55 ]                      |
| 1931 | Arthur Lapworth                                  | za raziskave v organski kemiji, predvsem tiste, ki so povezane s tavtomerijo in mehanizmom organskih reakcij | [ 56 ]                      |
| 1932 | Richard Willstätter                              | za pomembne raziskave v organski kemiji | [ 57 ]                      |
| 1933 | William Hobson Mills                             | za raziskave v organski kemiji in delo na sintezah in lastnostih cianinskih barvil, še posebej za raziskave novih tipov asimetričnih molekul | [ 58 ]                      |
| 1934 | Norman Haworth                                   | za raziskave molekularne zgradbe ogljikovih hidratov | [ 59 ]                      |
| 1935 | Arthur Harden                                    | a izjemo delo v biokemiji, še posebej za fundamentalna odkritja kemiji alkoholnega vrenja | [ 60 ]                      |
| 1936 | William Arthur Bone                              | za pionirsko delo na kontaktni katalizi in raziskave mehanizma zgorevanja ogljikovodikov, lastnosti plamenov in plinskih eksplozij | [ 61 ]                      |
| 1937 | Hans Fischer                                     | za njegovo delo v kemiji porfirinov, še posebej za določitev njihove podrobne zgradbe razgradnjo, in sintezo biološko pomembnih porfirinov | [ 62 ]                      |
| 1938 | George Barger                                    | za raziskave alkaloidov in drugih naravnih produktov | [ 63 ]                      |
| 1939 | James William McBain                             | za odpiranje preučevanja koloidnih elektrolitov | [ 64 ]                      |
| 1940 | Harold Clayton Urey                              | za izolacijo devterija in delu na področju drugih izotopov, katerenu sledi podroben potek kemijskih reakcij | [ 65 ]                      |
| 1941 | Henry Drysdale Dakin                             | za pionirsko delo v biokemijskih raziskavah, predvsem za temeljne prispevke k preučevanju intermediarnega metabolizma | [ 66 ]                      |
| 1942 | Cyril Norman Hinshelwood                         | za izjemno delo na mehanizmih kemijskih reakcij | [ 67 ]                      |
| 1943 | Ian Morris Heilbron                              | za več pomembnih prispevkov k organski kemiji, predvsem kemiji naravnih snovi psihološkega pomena | [ 68 ]                      |
| 1944 | Robert Robertson                                 | za raziskave eksplozivov, analitskih metod, zgradbe diamanta in infrardečega absorpcijskega spektra | [ 69 ]                      |
| 1945 | Roger Adams                                      | za obsežne raziskave na področju organske kemije in nedavne raziskave alkaloidov | [ 70 ]                      |
| 1946 | Christopher Kelk Ingold                          | za obsežno delo na uvedbi fizikalnih metod za reševanje problemov v organski kemiji | [ 71 ]                      |
| 1947 | Linus Carl Pauling                               | za pomembne prispevke k teoriji valence in njene aplikacije v biološko pommembne sisteme | [ 72 ]                      |
| 1948 | Edmund Langley Hirst                             | za izjemno delo pri določanju zgradbe sladkorjev, škrobov, rastlinskih gumijev in predvsem vitamina C | [ 73 ]                      |
| 1949 | Alexander Robertus Todd                          | za strukturne sintetične študije in dosežke v organski kemiji in biokemiji, predvsem vitaminov B1 in E in naravnih nukleozidov | [ 74 ]                      |
| 1950 | John Simonsen                                    | za obsežne raziskave zgradbe naravnih produktov, predvsem rastlinskih ogljikovodikov in njihovih derivatov | [ 75 ]                      |
| 1951 | Eric Rideal                                      | za pomembne prispevke na področju kemije površin | [ 76 ]                      |
| 1952 | Alexander Robertson                              | za raziskave kemije naravnih produkov, predvsem številnih glikozidov, principov grenkobe in obarvanja snovi, ki vsebujejo heterociklične kisikove atome | [ 77 ]                      |
| 1953 | John Lennard-Jones                               | za odlično delo na aplikacijah kvantne mehanike v teorijo valence in analizo notranje strukture decimalnih spojin | [ 78 ]                      |
| 1954 | James Wilfred Cook                               | za obsežne temeljne raziskave v organski kemiji | [ 79 ]                      |
| 1955 | Harry Work Melville                              | za delo v fizikalni kemiji in polimerizacijah | [ 80 ]                      |
| 1956 | Robert Downs Haworth                             | za pomembne prispevke h kemiji naravnih produktov, predvsem takih, ki vsebujejo heterociklične sisteme | [ 81 ]                      |
| 1957 | Kathleen Lonsdale                                | za pomemne raziskave strukture in rasti kristalov | [ 82 ] [ 83 ] [ 84 ] [ 85 ] |
| 1958 | Ronald George Wreyford Norrish                   | za delo na področju kemijske kinetike, prevsem v fotokemiji | [ 86 ]                      |
| 1959 | Robert Burns Woodward                            | za pomembne raziskave v organski kemiji, še posebej za prispevek k zgradbi in sintezi naravnih produktov | [ 87 ]                      |
| 1960 | John Monteath Robertson                          | za pionirsko delo na analizi kristalne strukture, predvsem organskih spojin | [ 88 ]                      |
| 1961 | Derek Harold Richard Barton                      | za izčrpne raziskave v organski kemiji, predvsem na področju strukture in stereokemije naravnih produktov iz vrst terpenov in steroidov in analizo konformacij cikličnih struktur | [ 89 ]                      |
| 1962 | Harry Julius Emeléus                             | za pomembne raziskave v anorganski kemiji ter odkritje in preiskovanje široke palete novih spojin | [ 90 ]                      |
| 1963 | Edmund John Bowen                                | za ugledno delo na pojasnitvi fotokemičnih reakcij in preučevanje fluorescence in fosforescence, povezane z molekularnimi procesi | [ 91 ]                      |
| 1964 | Melvin Calvin                                    | za pionirsko delo na področju kemije in biologije, zlasti za obrazložitev fotosintetskih poti za vgradnjo ogljikovega dioksida v rastline | [ 92 ]                      |
| 1965 | Harold Warris Thompson                           | za ugledne prispevke v infrardeči spektroskopiji in njeni uporabi pri reševanju kemijskih problemov | [ 93 ]                      |
| 1966 | Ewart Jones                                      | za ugledne prispevke na področju sintezne organske kemije in za pojasnitev struktur naravnih proizvodov | [ 94 ]                      |
| 1967 | Vladimir Prelog                                  | za ugledno delo v razvoju stereokemičnih konceptov ter strukturi alkaloidov in antibiotikov | [ 95 ]                      |
| 1968 | John Cornforth in George Joseph Popjak           | za njuno ugledno skupno delo na obrazložitvi biosintezne poti do polizoprenoidov in steroidov | [ 96 ]                      |
| 1969 | Frederick Sydney Dainton                         | za ugledno delo na področju mehanizmov kemijskih reakcij | [ 97 ]                      |
| 1970 | Charles Alfred Coulson                           | za delo na področju mehanizmov kemijskih reakcij | [ 98 ]                      |
| 1971 | George Porter                                    | za prispevke k razumevanju kemijskih reakcij | [ 99 ]                      |
| 1972 | Arthur John Birch                                | za pomembne biosintezne študije ekoloških naravnih proizvodov in razvoj novih reagentov za redukcijske procese | [ 100 ]                     |
| 1973 | John Stuart Anderson                             | za ugledne prispevke h kemiji, predvsem za strukturne preiskave nepopolnih površin in nestehiometričnh spojin | [ 101 ]                     |
| 1974 | James Baddiley                                   | za raziskave koencima A in preučevanje sestavin celičnih sten | [ 102 ]                     |
| 1975 | Theodore Morris Sugden                           | za prispevke v fizikalni kemiji, predvsem za preučevanje plamenskih reakcij | [ 103 ]                     |
| 1976 | Rex Edward Richards                              | za izjemne prispevke k jedrski magnetni resonanci in njeni uporabi pri odpravljanju kemijskih in bioloških problemov | [ 104 ]                     |
| 1977 | Alan Rushton Battersby                           | za izjemne in mednarodno priznane prispevke v biosintezi in podrobne in logične razlage kompleksnih poti, po katerih in vivo nastajao alkaloidi in porfirini | [ 105 ]                     |
| 1978 | Albert Eschenmoser                               | za prispevke na področju sodobne sintezne kemije, ki jo dobro ponazori njegova impresivna totalna sinteza vitamina B12 | [ 106 ]                     |
| 1979 | Joseph Chatt                                     | za prispevke v kemiji prehodnih kovin in razumevanju katalize, ki vključuje ligiranje molekul kot so olefini in dušik | [ 107 ]                     |
| 1980 | Alan Woodworth Johnson                           | za prispevke h kemiji naravnih proizvodov, vključno s porfirini vitamina B12, rastlinskih faktorjev kalitve, hormonov žuželk in feromonov | [ 108 ]                     |
| 1981 | Ralph Alexander Raphael                          | za prispevke k organski sintezi, zlasti za izvirne aplikacije acetilenskih vmesnih produktov | [ 109 ]                     |
| 1982 | Michael James Steuart Dewar                      | za preučevanje mehanizmov različnih kemijskih reakcij, ki temeljijo na polempiričnih izračunih valovne mehanike | [ 110 ]                     |
| 1983 | Duilio Arigoni                                   | za ustvarjalnost na področjih biosinteze in bioorganske stereokemije | [ 111 ]                     |
| 1984 | Samuel Frederick Edwards                         | za prispevke k teoretični osnovi termodinamskih vidikov polimerne kemije | [ 112 ]                     |
| 1985 | Jack Lewis                                       | za izjemno delo o strukturi in reaktivnosti kovinskih klastrskih spojin, vključno s pionirskim delom na karbido in hidrido derivatih in pi-donorskih organskih molekulah | [ 113 ]                     |
| 1986 | Alexander George Ogston                          | za njegovo izvirno predpostavko poti, po katerih se encimi asimetrično vežejo na simetrične substrate in kasnejšo kvantitativno analizo makromolekularnih interakcij, ki pojasnijo učinke izločitve polimera | [ 114 ]                     |
| 1987 | Alec John Jeffreys                               | za prispevke h kemiji človeške DNK, zlasti za odkritje in izkoriščanje hipervariabilnih satelitov v človeškem genomu | [ 115 ]                     |
| 1988 | John Anthony Pople                               | za številne prispevke v teoretični kemiji, zlasti v razvoju in uporabi tehnologij za računanje molekularnih valovnih funkcij in lastnosti | [ 116 ]                     |
| 1989 | Francis Gordon Albert Stone                      | za številne ugledne prispevke v kovinoorganski kemiji, vključno z odkritjem, da so spojine, ki vsebujejo vezi ogljik-kovina z večkratnimi vezmi kovina-kovina, vsestranski reagenti za sintezo klastrskih spojin z vezmi med različnimi prehodnimi elementi                                                                                  | [ 117 ]                     |
| 1990 | Keith Usherwood Ingold                           | za pionirsko preučevanje reakcij prostih radikalov v raztopini, v steklu in v živo, predvsem z uporabo elektronske magnetne resonance | [ 118 ]                     |
| 1991 | Jeremy Randall Knowles                           | za prispevke k mehanistični kemiji, integrirani z encimologijo, zlasti za uporabo kemijskih metod za reševanje temeljnih bioloških problemov prepoznavanja in katalize | [ 119 ]                     |
| 1992 | Alan Carrington                                  | za določanje in karakteriziranje melekularnih spektrov prehodnih vrst (kratko živečih vmesnih produktov) | [ 118 ]                     |
| 1993 | Jack Edward Baldwin                              | za prispevke v biološki organski kemiji, predvsem za razumevanje biosinteze beta-laktamskih protiteles | [ 120 ]                     |
| 1994 | John Meurig Thomas                               | za pionirsko preučevanje kemije trdnega stanja in velik napredek, dosežen pri oblikovanju novih materialov za heterogene katalize | [ 121 ]                     |
| 1995 | Malcolm Leslie Hodder Green                      | za prispevek h kemiji organokovinskih spojin z aplikacijami v katalitskih reakcijah | —                           |
| 1996 | Geoffrey Wilkinson                               | za prispevek k organski kemiji prehodnih kovin, razvoj homogene katalize in delo na hidroformilaciji | [ 122 ]                     |
| 1997 | Jean-Marie Lehn                                  | za delo na področju supramolekularne kemije, samosestavljivih molekul in kemičnih naprav | —                           |
| 1998 | Alan Roy Fersht                                  | za pionirsko delo na področju analize proteinov s kombiniranjem metod in idej organske fizikalne kemije s tistimi iz proteinskega inženirstva, s katerimi je osvetlil procese kot so encimatska kataliza, zgibanje proteinov, interakcije med proteini in makromolekulami na splošno in tistimi, ki prevladujejo v kemiji nekovalentnih vezi | [ 123 ]                     |
| 1999 | Malcolm Harold Chisholm                          | za vodilno delo v anorganski kemiji, zlasti za velik prispevek h kemiji prehodnih kovin in pionirske raziskave edinstvene trojne vezi kovina-kovina v dimolibdenovih in divolframovih dialkilamidih, aloksidih in alkilih in za uporabo teh spojin v nadaljnjih pomembnih sintezah                                                           | [ 124 ]                     |
| 2000 | Steven Victor Ley                                | za odkritje novih sinteznih metod in njihovo uporabo za sintezo kompleksnih naravnih proizvodov, vključno s tistimi iz žuželk, mikroorganizmov in rastlin; med najbolj opaznimi uspehi so sinteze makrocikličnega laktona avermektina B1a, tetronazina in milbemicinov, kakor tudi razvoj kratke in prikladne sinteze oligosaharidov         | [ 125 ]                     |
| 2001 | Alastair Ian Scott                               | za pionirske prispevke k razumevanju biosinteznih poti, zlasti za delo na vitaminu B12; je vodilni svetovni strokovnjak na svojem področju, zato bodo njegova odkritja verjetno pomembno vplivala na način, kako se bo v prihodnje razvijala kemija naravnih kemičnih produktov                                                              | —                           |
| 2002 | Neil Bartlett                                    | za raziskave najvišjih oksidacijkih meja manj oskidabilnih elementov, predvsem ob uporabi elementarnega fluora; dkril je novo kemijo žlahtnih plinov in nove postopke za doseganje meja visokih oksidacijskih stanj za vse elemente periodnega sistema                                                                                       | [ 126 ]                     |
| 2003 | Roger Parsons                                    | za ugledno kariero v elektrokemiji; razvil je metodo za pripravo čiste in dobro definirane površine kovin in njihovega stika z elektrolitom brez kontaminacije | [ 127 ]                     |
| 2004 | Takeshi Oka                                      | za mogo različnih prispevkov k molekularni spektroskopiji in njeni aplikaciji, predvsem v astronomiji | [ 128 ]                     |
| 2005 | Chris Dobson                                     | za delo na uporabi jedrske magnetne resonance in drugih strukturnih metod za proučevanje zlaganja in razlaganja proteinov ter tvorbe amiloidnih vlakenc, kar je privedlo do novih spoznanj o strukturi in zgibanju proteinov | [ 129 ]                     |
| 2006 | Martin Pope                                      | za pionirsko delo na področju molekularnih polprevodnikov, ki so postali pomembno področje polprevodniške znanosti in tehnologije | [ 130 ]                     |
| 2007 | John Simons                                      | za mnogo izvirnih eksperimentalnih prispevkov na področju kemijske fizike, vključno z dinamiko molekularnih reakcij, molekularno spektroskopijo in nedavno z biofizikalno kemijo | —                           |
| 2008 | James Fraser Stoddart                            | za prispevke k molekularni tehnologiji | —                           |
| 2009 | Jeremy Sanders                                   | za pionirske prispevke na več področjih, nazadnje na področju dinamike kombinatorne kemije kot najsprednejšem delu supremolekularne kemije | [ 131 ]                     |
| 2010 | Carol Robinson                                   | za prelomno in novo uporabo masne spektrometrije za opredeljevanje velikih beljakovinskih kompleksov | [ 131 ]                     |
| 2011 | Ahmed Zewail                                     | za ustvarjalne prispevke k preučevanju ultrahitrih reakcij in razumevanju prehodnih stanj v kemiji in za dinamično elektronsko mikroskopijo | [ 132 ]                     |
| 2012 | Fraser Armstrong                                 | za pionirsko delo v elektrokemiji proteinskega filma, ki je omogočilo natančno termodinamično in kinetično kontrolo reduktivno-oksidativnih encimov | [ 133 ]                     |
| 2013 | Graham Hutchings                                 | za odkritje katalize z zlatom in ustvarjalne prispevke na tem novem področju kemije | [ 134 ]                     |
| 2014 | Clare Grey                                       | za pionirske aplikacije jedrske magnetne resonance trdnega stanja na snovi, pomembne za energijo in okolje | [ 135 ]                     |